# Walter Sanß
Walter Sanß (* 30. Mai 1879; † 1946) war ein Verbandsfunktionär in der Pionierzeit des Fußballs in Deutschland. Von 1905 bis 1909 war er Schriftführer und von 1910 bis 1914 der erste Geschäftsführer des Deutschen Fußball-Bundes.

Der DFB-Vorstand mit Walter Sanß (2. von links) im Jahr 1906

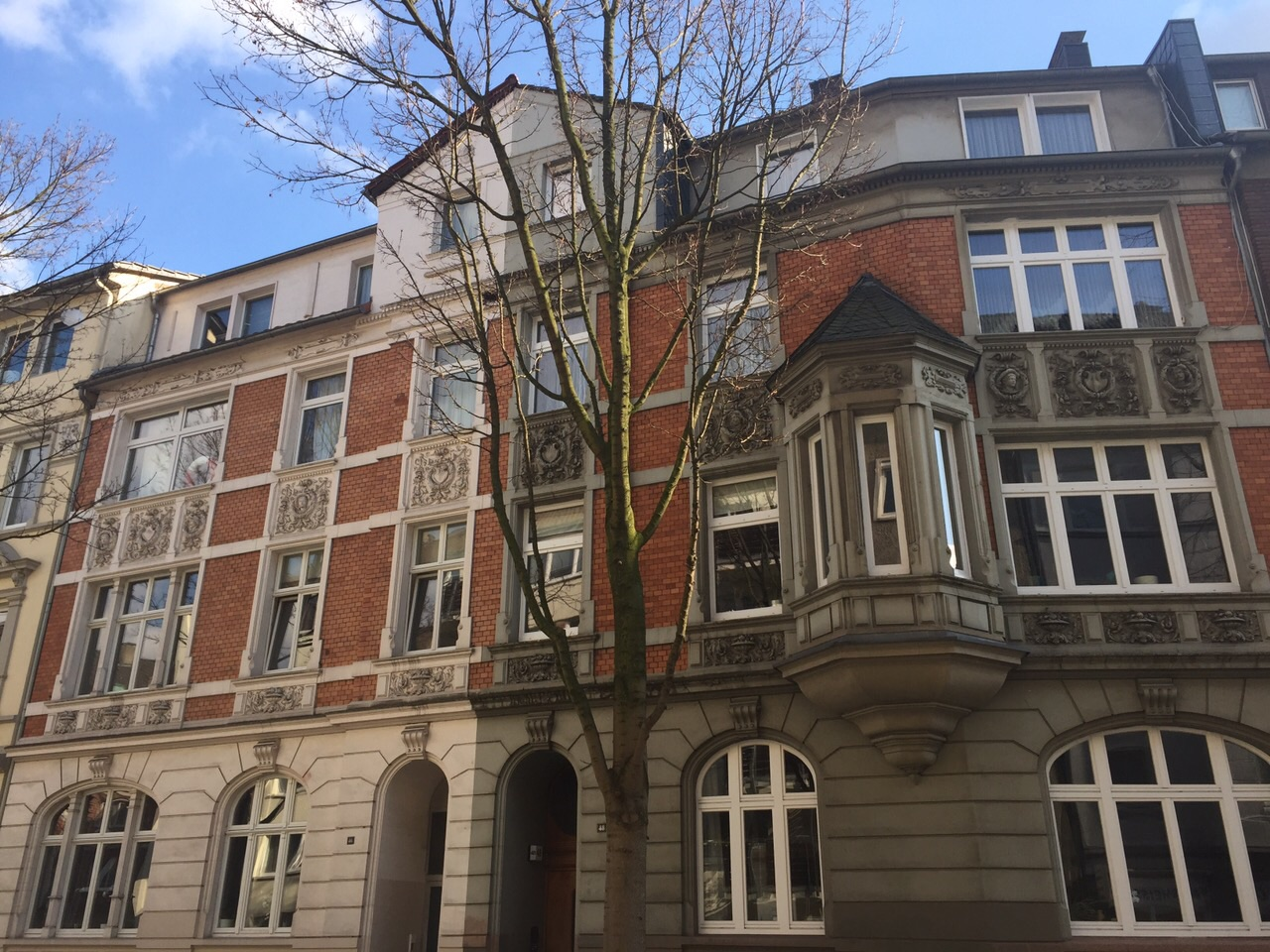
Walter Sanß’ Wohnhaus in Dortmund, das als erste Geschäftsstelle des DFB fungierte

Als Fußballspieler war Walter Sanß für den Dortmunder FC 95 aktiv. An dessen Neugründung im Oktober 1899 war er maßgeblich beteiligt gewesen und hatte anschließend auch dessen Vorsitz übernommen. Sanß war zudem frühzeitig in der Verwaltung des 1898 gegründeten Rheinisch-Westfälischen Spiel-Verbandes tätig und nahm für diesen auch am VII. Bundestag des Deutschen Fußball-Bundes (DFB) am 31. Januar 1904 in Kassel teil, dem die Westdeutschen zu diesem Anlass beitraten. Im Mai 1905 wurde er auf dem IX. Bundestag in Köln als 1. Schriftführer in den Vorstand des DFB unter Gottfried Hinze gewählt und bis 1909 jährlich in diesem Amt bestätigt. Im Jahr 1910 beschloss der DFB die Einrichtung einer Geschäftsstelle, denn die Verwaltungsaufgaben waren inzwischen stark angewachsen. Im Jahr von Sanß’ Eintritt in den DFB-Vorstand waren dem Verband 254 Vereine mit rund 13.000 Spielern angeschlossen, fünf Jahre später zählte man bereits 1361 Fußballvereine in 641 Orten und knapp 110.000 Mitglieder. Walter Sanß wurde als erster hauptamtlicher Geschäftsführer eingesetzt, sein Büro wurde in seinem Haus in der Dortmunder Gutenbergstraße 43 eingerichtet. Zu seinem Aufgabenfeld gehörte neben Verwaltungsarbeiten auch weiterhin die Herausgabe der jährlichen Jahrbücher des DFB, deren erste Ausgabe er in seiner Funktion als Schriftführer 1905 verfasst hatte.
Nach Beginn des Ersten Weltkrieges wurde Sanß zum Militärdienst einberufen, eine Stellung beim Deutschen Fußball-Bund nahm er nach dem Krieg nicht mehr an, dessen Geschäftsstelle war bereits 1916 nach Kiel, dem Wohnort seines Nachfolgers Georg Blaschke verlegt worden. In Dortmund half Sanß beim Wiederaufbau seines Vereines, für den er zudem noch bis 1921 als Spieler aktiv war. Ab 1920 war er in der Leitung des Westdeutschen Spiel-Verbandes tätig, unter anderem als Obmann für den Fußball-Ausschuss und als Schiedsrichterobmann. Als Schiedsrichter war ebenfalls aktiv, bereits vor dem Krieg hatte er beispielsweise am 4. Mai 1913 das Länderspiel Belgien gegen Schweiz in Basel geleitet. Nach dem Ende seiner Laufbahn als aktiver Spieler leitete er in den 1920er Jahren zahlreiche weitere Spiele, bevor er sich schließlich vollständig aus dem Fußballsport zurückzog.